# Camden-on-Gauley
Camden-on-Gauley és una població dels Estats Units a l'estat de Virgínia de l'Oest. Segons el cens del 2000 tenia 157 habitants.

## Demografia
Segons el cens del 2000, Camden-on-Gauley tenia 157 habitants, 60 habitatges, i 45 famílies. La densitat de població era de 168,4 habitants per km².
Dels 60 habitatges en un 33,3% hi vivien nens de menys de 18 anys, en un 55% hi vivien parelles casades, en un 15% dones solteres, i en un 25% no eren unitats familiars. En el 21,7% dels habitatges hi vivien persones soles el 10% de les quals corresponia a persones de 65 anys o més que vivien soles. El nombre mitjà de persones vivint en cada habitatge era de 2,62 i el nombre mitjà de persones que vivien en cada família era de 2,96.
Per edats la població es repartia de la següent manera: un 24,2% tenia menys de 18 anys, un 10,2% entre 18 i 24, un 25,5% entre 25 i 44, un 24,8% de 45 a 60 i un 15,3% 65 anys o més.
L'edat mediana era de 41 anys. Per cada 100 dones de 18 o més anys hi havia 88,9 homes.
La renda mediana per habitatge era de 15.417 $ i la renda mediana per família de 21.250 $. Els homes tenien una renda mediana de 27.188 $ mentre que les dones 15.417 $. La renda per capita de la població era de 9.137 $. Entorn del 30,6% de les famílies i el 39,2% de la població estaven per davall del llindar de pobresa.

## Poblacions més properes
El següent diagrama mostra les poblacions més properes.